# حسن جنگجو
حسن جنگجو (۱۳۴۶ تبریز - ۱۳۶۳ شرق دجله) از نیروهای داوطلب نوجوان ایرانی در جنگ ایران و عراق است که در اسفند سال۱۳۶۳ به هنگام شرکت در عملیات خیبر کشته شد. پیکر حسن جنگجو تا سی و چهار سال مفقود بود و سرانجام در سال ۱۳۹۶ در مناطق عملیاتی در کشور عراق شناسایی شد و به زادگاه خود در تبریز در شمال‌غرب ایران بازگشت. خانواده حسن جنگجو به همراه جمع دیگری از کنشگران رسانه‌ای، تلاش زیادی برای اثبات بزرگسال بودن او داشتند.
در سال ۱۳۹۷ خورشیدی، تندیس حسن جنگجو در ابتدای خیابان بیلانکوه (منطقهٔ ۱ تبریز) نصب گردید. در سال ۱۴۰۱ خورشیدی نیز یکی از خیابان‌های منطقهٔ ۷ تبریز به نام «خیابان شهید حسن جنگجو» نامگذاری شد.

## نگاره آلفرد یعقوب‌زاده
آلفرد یعقوب‌زاده در سال ۱۳۵۹ نگاره‌ای از حسن جنگجو گرفت که به یکی از پرآوازه‌ترین عکس‌ها از نظامیان ایرانی در جنگ ایران و عراق تبدیل شد. این عکس او را در حالی که یک تفنگ برنو (ماوزر k98) در دست داشت و در حالت سینه خیز در گل و لای بود، نشان می‌دهد. نگاره چهره کودکانه حسن جنگجو، سال‌ها در پشت جلد کتاب‌های مدارس و نقاشی‌اش روی دیوار مدارس به عنوان یک نماد مطرح است.

## حضور در جنگ
حسن جنگجو عضو لشکر عاشورا بود. در اعزام نخست به غرب کشور با ضمانت مصطفی چمران از آشپزخانه به خط مقدم راه یافت و به گروه جنگ‌های نامنظم پیوست. او در عملیات‌های فتح المبین، والفجر ۴ و خیبر حضور داشت و در نهایت در سال ۱۳۶۲ در عملیات خیبر جان باخت و مفقودالاثر شد.
در پی شکست عملیات خیبر، نیروهای ایرانی هنگام عقب‌نشینی به مواضع خود فرصت جمع‌آوری اجساد کشته شدگان را که حسن هم در بین آن‌ها بود، نیافتند. هواپیماهای شناسایی نظامی ایران نگاره‌هایی از محل تجمع اجساد جان باختگان این عملیات تهیه کرده بودند. با این حال امکان تبادل اجساد در آن زمان میسر نشد.

## مراسم تشییع
جسد حسن جنگجو در سال ۱۳۹۶ در تجسس برای یافت اجساد کشته شدگان جنگ پیدا شد و در شهریور ۱۳۹۶ پیکر او به زادگاهش تبریز بازگشت. مراسم تشییع پیکر او با حضور جمعی از مسئولان استان آذربایجان شرقی و مردم در شهر تبریز برگزار شد. مادر حسن جنگجو کمی پس از مراسم تشییع و خاکسپاری پس از ۳۴ سال چشم‌انتظاریِ جسد فرزندش درگذشت.